# Сирецкий монастырь
Сирецкий монастырь во имя святого великомученика Иакова Персянина (Монастырь Сирець; рум. Mănăstirea Sireți) — мужской монастырь Кишинёвской епархии Русской православной церкви в селе Сирець Страшенского района Молдавии.

## История
Монастырь основали в 1998 году протосинкелл Порфирий (Добре), иеромонах Феодор (Гудима) и иеродиакон Нафанаил (Присэкару), которые служили в Николаевской церкви села Сирець и находились в подчинении Бессарабской митрополии Румынской православной церкви. 10 декабря 1998 года закладку будущего монастыря освящал митрополит Петр (Пэдурару) (бывший архиерей Русской православной церкви, запрещённый в служении). 24 мая 1999 года заложен храм во имя великомученика Иакова Персянина, который 29 октября 2000 года освятил Петр (Пэдурару) в сослужении с епископом Нижне-Дунайским Кассианом (Крэчуном) (Румынская православная церковь).
15 сентября 2004 года клирик Канадской архиепископии Константинопольского патриархата протоиерей Михаил Казаку, архимандрит Мина (Добзеу) и архимандрит Порфирий (Добре) совершили закладку нового храма с приделами в честь Благовещения Пресвятой Богородицы и во имя Иоанна Нового Хозевита. Строительные работы начались 22 марта 2005 года и закончились в сентябре 2006 года. Строительство велось полностью за счёт протоиерея Михаила. Летом 2005 года монастырь перешёл в юрисдикцию Молдавской митрополии Русской православной церкви. В ноябре 2008 года в обители проживало 5 насельников.
С 2007 года ежегодно проводится молодёжный крестный ход от Молдавского государственного университета до Сирецкого монастыря.